# Fronhofen (Wehingen)
Fronhofen ist ein Ortsteil der Gemeinde Wehingen in Baden-Württemberg. Hier befindet sich neben der „Fronhofer Kirche“ der Friedhof der Gemeinde.

## Name
Einzelnen Autoren zufolge kommt der Name „Fronhofen“, dialektial Frauná, von Frauenhofen/-kloster. Wahrscheinlicher erscheint, dass er sich von einem Fronhof ableitet.

## Lage
Fronhofen bildet den südöstlichen Rand des bebauten Gemeindegebietes von Wehingen. Es liegt im Tal der Unteren Bära auf dem Großen Heuberg, Richtung Harras an der Reichenbacher Straße.

## Geschichte
Im Mittelalter saßen Orts-Edle  der Herrschaft Hohenberg zu Fronhofen. Damals hatte Fronhofen 6 Einwohner, ausschließlich Geistliche und deren Mitarbeiter.

## Fronhofer Kirche
Zur Wehinger Kirchengemeinde St. Ulrich gehört mit der Fronhofer Dreifaltigkeitskirche eine der ältesten Kirchen im Landkreis Tuttlingen („die Mutterkirche des Heubergs“). Die Kirche wurde 843 erstmals urkundlich erwähnt, die heutige Kirche 1480 erbaut. Der Turm mit Staffelgiebel stammt aus dem 15. Jahrhundert. Der die Kirche umgebende Friedhof wurde um 1800 angelegt und besitzt eine historische Friedhofsmauer mit schmiedeeisernem Tor. Im Inneren der Fronhofer Kirche befindet sich eine kleine Orgel des Orgelbauers Martin Braun im Originalzustand, die auch bespielbar ist. Von 2005 bis 2013 wurde die Kirche mit finanzieller Hilfe eines bürgerlichen Fördervereins saniert.